# KJ Ronan
Kaylie Joy Ronan (* 9. September 2002 in Kalifornien) ist eine US-amerikanische Fußballspielerin. Seit Februar 2025 ist sie Vertragsspielerin von Werder Bremen.

## Karriere
In Carlsbad im San Diego County im US-Bundesstaat Kalifornien aufgewachsen, kam Ronan für den in  San Diego ansässigen San Diego Surf Soccer Club das erste Mal im Jahr 2016 mit Fußball in Berührung. 
Mit ihrem Abschluss an der öffentlichen High School in Carlsbad begab sie sich im Jahr 2021 zwecks Aufnahme eines Studiums in Psychologie an der University of Notre Dame in den US-Bundesstaat Indiana und kam für das Sport-Team der Bildungseinrichtung, die Fighting Irish, während ihrer von 2021 bis 2024 währenden Studienzeit in 58 Meisterschaftsspielen in der Atlantic Coast Conference innerhalb der NCAA Division I zum Einsatz, in denen ihr fünf Tore gelangen.
Aufgrund der Leihe von Michelle Ulbrich an den FC Bayern München wurde Ronan am 4. Februar 2025 vom Bundesligisten Werder Bremen unter Vertrag genommen um die Defensive zu unterstützen. Ihr Pflichtspieldebüt gab Ronan am 8. Februar 2025 (14. Spieltag) bei der 1:4-Niederlage im Heimspiel gegen RB Leipzig 90 Minuten lang. Ihr  nächstes Debüt hatte sie im Wettbewerb um den DFB-Pokal vier Tage später im Ulrich-Haberland-Stadion beim 1:0-Sieg über Bayer 04 Leverkusen im Viertelfinale. Danach erlebte sie die 0:1-Niederlage im Auswärtsspiel gegen den amtierenden deutschen Meister FC Bayern München am 16. Februar 2025 (15. Spieltag) und den 1:0-Sieg im Heimspiel gegen die TSG 1899 Hoffenheim am 10. März 2025 (16. Spieltag).

## Erfolge
- DFB-Pokal-Finalistin: 2024/25